# لورن مونتگومری
لورن مونتگومری (انگلیسی: Lauren Montgomery؛ زادهٔ مه ۱۹۸۰ (۴۴ سال)) یک کارگردان فیلم‌های پویانمایی و طراح استوری‌برد اهل ایالات متحده آمریکا است.